# Dornhan
Dornhan är en kommun och ort i Landkreis Rottweil i regionen Schwarzwald-Baar-Heuberg i Regierungsbezirk Freiburg i förbundslandet Baden-Württemberg i Tyskland. Dornhan, som för första gången nämns i ett dokument från år 777, har cirka 
6 000 invånare.
De tidigare kommunerna Bettenhausen, Fürnsal, Leinstetten och Marschalkenzimmern uppgick i Dornhan 1 mars 1972 följt av Busenweiler 1 april 1974 och Weiden 1 januari 1975.

## Administrativ indelning
Dornhan består av åtta Stadtteile.
- Dornhan
- Bettenhausen
- Busenweiler
- Fürnsal
- Gundelshausen
- Leinstetten
- Marschalkenzimmern
- Weiden